# تزامن الخلايا
تزامن الخلايا هي عملية من خلالها تحضر الخلايا الموجودة في مزرعة ما في مراحل مختلفة من دورة الخلية إلى نفس المرحلة. يعد التزامن الخلوي عملية حيوية في دراسة تطور الخلايا خلال دورة الخلية لأنها تسمح بجمع البيانات على مستوى النسيج بدلاً من الاعتماد فقط على التجارب أحادية الخلية. يتم تصنيف أنواع المزامنة على نطاق واسع إلى مجموعتين؛ التجزئة الفيزيائية والحصار الكيميائي.

## التجزئة الفيزيائية
التجزئة الفيزيائية هي عملية من خلالها تنفصل الخلايا المنقسمة باستمرار إلى مجموعات مخصبة بالطور بناءً على خصائص مثل ما يلي:
- كثافة الخلية
- حجم الخلية
- وجود حواتم على سطح الخلية تتميز بالأجسام المضادة
- تشتت الضوء
- انبعاث الفلورسنت بواسطة الخلايا المسمى.

بالنظر إلى أن الخلايا تتخذ أشكالًا مختلفة وعلامات سطحية طوال دورة الخلية، يمكن استخدام هذه السمات للفصل حسب الطور. هناك طريقتان شائع الاستخدام:

### التصفية بالطرد المركزي ذات الجريان المعاكس
(يُطلق عليه سابقًا: الطرد المركزي المتدفق المضاد) يمكن استخدام التصفية بالطرد المركزي لفصل الخلايا في مراحل مختلفة من دورة الخلية بناءً على حجمها وسرعة الترسيب (المتعلقة بمعامل الترسيب). نظرًا لأنماط النمو المتسقة في جميع أنحاء دورة الخلية، يمكن للتخلص من الطرد المركزي فصل الخلايا إلى مراحل G1 و S و G2 و M عن طريق زيادة الحجم (وزيادة معاملات الترسيب) مع تناقص الدقة بين مرحلتي G2 و M بسبب عدم التجانس الخلوي ونقص تغيير حجم واضح.
تترسب الخلايا الأكبر حجمًا بشكل أسرع، لذا فإن الخلية التي تكون في الطور G2، التي شهدت وقتًا أطول للنمو، ستترسب أسرع من الخلية في الطور G1 وبالتالي يمكن تجزئتها. تميل الخلايا المزروعة في التعليق إلى أن تكون أسهل في التفريغ نظرًا لأنها لا تلتصق ببعضها البعض ولها أشكال مستديرة وموحدة. ومع ذلك، يمكن معالجة بعض أنواع الخلايا الملتصقة بالتريبسين وإعادة تعليقها من أجل التصلب حيث أنها ستتخذ شكلاً أكثر تقريبًا في التعليق.

### قياس التدفق الخلوي وفرز الخلايا
يسمح قياس التدفق الخلوي بالكشف عن الخصائص الفيزيائية والكيميائية للخلايا وحسابها وقياسها. تعلق الخلايا في السائل وتوضع من خلال مقياس التدفق الخلوي. ترسل الخلايا واحدة تلو الأخرى من خلال شعاع الليزر ويتم قياس تشتت الضوء بواسطة جهاز الكشف. يمكن تمييز الخلايا أو مكوناتها بعلامات الفلورسنت بحيث تصدر أطوال موجية مختلفة من الضوء استجابةً لليزر، مما يسمح بجمع بيانات إضافية.
لتحليل دورة الخلية الكمية، عادةً ما تثبت الخلايا بالإيثانول وتصبغ بأصباغ مرتبطة بالحمض النووي مثل بروبيديوم يوديد، Hoechst 33342 DAPI 7-Aminoactinomysin D Mithramycin DRAQ5، أو TO-PRO-3، مما يسمح بتحديد المرحلة بواسطة كمية الحمض النووي. ومع ذلك، إذا ثبتت هذه الخلايا، فإنها ميتة ولا يمكن الحفاظ عليها من أجل النمو المستمر. يمكن أيضًا إعادة تعليق الخلايا في الوسائط وصبغها بأصباغ غير سامة للحفاظ عليها حية. يمكن أيضًا تحرير الجينوم للخلايا بحيث تصنع بعض البروتينات الخلوية بعلامات الفلورسنت المترافقة مثل GFP وmCherry وLuciferase التي يمكن استخدامها لاكتشاف وتحديد هذه المكونات. على سبيل المثال، يمكن صنع تركيبات هيستون H2B-GFP الخيمرية واستخدامها لقياس محتوى الحمض النووي وتحديد حالة النسخ المتماثل كوسيلة لتمييز مرحلة الخلية. يمكن استخدام قياسات تشتت الضوء لتحديد خصائص مثل الحجم، مما يسمح بتمييز طور الخلية دون وضع علامات.
يمكن استخدام أجهزة قياس التدفق الخلوي لجمع بيانات القياس الخلوي متعدد العوامل، ولكن لا يمكن استخدامها لفصل الخلايا أو تنقيتها. فرز الخلايا المنشطة الفلورية (FACS) هي تقنية لفرز الخلايا بناءً على الاختلافات التي يمكن اكتشافها عن طريق تشتت الضوء (مثل حجم الخلية) أو انبعاث التألق (عن طريق اختراق DNA أو RNA أو البروتينات أو المستضدات). يعمل النظام مثل قياس التدفق الخلوي، ولكنه سيشحن أيضًا كل قطرة خلية بعد قياسها بناءً على معلمة محددة. ستواجه القطرة المشحونة نظام انحراف إلكتروستاتيكي يقوم بفرز الخلية في حاوية مختلفة بناءً على تلك الشحنة. يسمح ذلك بفصل الخلايا على أساس محتوى الفلورسنت أو التشتت.
للتلخيص، يمكن استخدام قياس التدفق الخلوي وحده لجمع البيانات الكمية حول توزيع طور دورة الخلية، ولكن يمكن استخدام قياس التدفق الخلوي بالتنسيق مع نظام مراقبة الأصول الميدانية (FACS) لجمع البيانات الكمية وفصل الخلايا حسب المرحلة لمزيد من الدراسة. تتضمن القيود:
- بالنسبة لقياسات التشتت الضوئي، دقة الوضوح الضعيفة بين G2 و M (كما هو الحال مع التصفية بالطرد المركزي)
- للخلايا الثابتة، غير قادرة على صفات الخلايا الحية
- بالنسبة للخلايا غير المثبتة ولكن المصبوغة، فمن المحتمل حدوث خلل أو حدوث طفرات في الخلايا بسبب المعالجة الصبغية
- يمكن الحفاظ على بعض عدم تجانس النسيج، حيث قد لا يكون فصل الحجم دقيقًا دائمًا لقياس الطور وقد لا تكون جميع الخلايا في نفس النقطة داخل كل مرحلة (أوائل G1 مقابل أواخر G1)
- بالنسبة للخلايا المحررة من الحمض النووي، قد تستغرق العملية فترة زمنية طويلة

## الحصار الكيميائي
إضافة ركائز خارجية طريقة يمكن استخدامها لمنع الخلايا في مراحل معينة من دورة الخلية وكثيرا ما تستهدف نقاط تفتيش دورة الخلية.يمكن تنفيذ هذه التقنيات في المختبر ولا تتطلب إزالتها من بيئة الاستزراع. أكثر أنواع الحصار الكيميائي شيوعًا هو الحجز والإفراج، والذي يتضمن معالجة مزرعة بكتلة كيميائية وإطلاقها لاحقًا عن طريق الغسيل أو إضافة عامل معادل للكتلة. في حين أن الحصار الكيميائي عادة ما يكون أكثر فعالية ودقة من الفصل المادي، إلا أن بعض الطرق قد تكون غير كاملة لأسباب مختلفة، بما في ذلك:
- نسبة الخلايا المتزامنة غير كافية
- قد تعطل التلاعبات الكيميائية الوظيفة الخلوية أو تقتل جزءًا من الخلايا
- العلاج سام وغير قابل للتطبيق في الجسم الحي (فقط ذو صلة عند النظر في التطبيق السريري)

### إيقاف الطور M
يمكن تحقيق توقيف الانقسام من خلال العديد من الطرق وفي نقاط مختلفة ضمن المرحلة M، بما في ذلك انتقال من G2الى M، انتقال من الطورالاستوائي إلى طور الصعود، والخروج الانقسامي.

#### نوكودازول
نوكودازول هو مثبط سريع الانعكاس لبلمرة الأنابيب الدقيقة التي يمكن استخدامها لاحتجاز الخلايا قبل طور الصعود عند نقطة تفتيش تجميع المغزل في انتقال الطور الاستوائي إلى طور الصعود. يعمل سم الأنابيب الدقيقة عن طريق منع تكوين المغازل الانقسامية التي ترتبط بالكروماتيدات الشقيقة وتفصلها عن بعضها في الخلايا المنقسمة. ستبقى الخلايا موقوفة حتى يتم غسل نوكودازول. لا يبدو أن نوكودازول يعطل عملية التمثيل الغذائي بين الاطوار، وتعود الخلايا المحررة إلى تقدم دورة الخلية الطبيعية. نظرًا لأن الأنابيب الدقيقة ضرورية في الوظائف الخلوية الأخرى، يمكن أن يؤدي الاستخدام المستمر للنوكودازول إلى تعطيل هذه الوظائف، مما يتسبب في موت الخلايا.

#### تثبيط CDK1
يعد CDK1 ضروريًا للانتقال من المرحلة G2 إلى المرحلة M.
RO-3306 هو مثبط انتقائي لـ CDK1 يمكنه إيقاف الخلايا بشكل عكسي عند حدود G2 / M.
RO-3306 متزامن> 95٪ من الخلايا الدورية (بما في ذلك الخلايا السرطانية)، والخلايا المحررة تدخل بسرعة الانقسام الفتيلي.

#### روسكوفيتين
يمكن استخدام روسكوفيتين لتثبيط نشاط الكينازات المعتمدة على السيكلين (CDKs) من خلال التنافس مع ATP في منطقة ارتباط ATP بالكيناز. آثاره قوية، وتوقف الخلايا عن طريق هدم وظيفة CDKs اللازمة لتطور دورة الخلية. يمكن استخدام روسكوفيتين لاحتجاز الخلايا في الاطوار G0 /G1 أو G1 /S أو G2 /M.

#### كولشيسين
يقوم الكولشيسين بتثبيت الخلايا في الطور الاستوائي وهو سم للأنابيب الدقيقة يمنع تكوين المغزل الانقسامي، مثل نوكودازول. يعمل عن طريق إزالة بلمرة التوبولين في الأنابيب الدقيقة، ومنع التقدم إلى طور الصعود من خلال التوقف المستمر عند نقطة تفتيش تجميع المغزل.

### إيقاف الطور S (وقف الانتقال من G1 إلى S)
عادةً ما يتضمن التوقيف في المرحلة S تثبيط تخليق الحمض النووي أثناء تكرار الجينوم. معظم الطرق قابلة للعكس من خلال الغسيل.

#### كتلةالثيميدينالمزدوج
تركيزات عالية من الثيميدين تقطع مسار التمثيل الغذائي للديوكسينوكليوتيد من خلال التثبيط التنافسي، وبالتالي منع تكرار الحمض النووي.علاج واحد مع ثيميدين يوقف الخلايا طوال المرحلة S، لذلك يعمل العلاج المزدوج على تحفيز كتلة أكثر اتساقًا في المرحلة S المبكرة. تبدأ العملية بعلاج الثيميدين، وغسل المستنبت، ثم علاج آخر بالثيميدين.

#### هيدروكسي يوريا
يقلل هيدروكسي يوريا من إنتاج dNTPs عن طريق تثبيط إنزيم اختزال الريبونوكليوتيد. يعمل هذا على وقف تخليق الحمض النووي عن طريق حرمان بوليميريز الحمض النووي من dNTPs عند شوكات النسخ المتماثل. يستخدم هيدروكسي يوريا أيضًا لعلاج أنواع معينة من السرطان واضطرابات الدم.

#### أفيديكولين
الأفيدوكولين هو ديتيربينويد رباعي الحلقات مشتق من الفطريات يعمل كمثبط انتقائي لبوليميراز الفا DNA. يعد هذا الإنزيم ضروريًا لتخليق الحمض النووي التكراري، ولكنه لا يعطل تخليق إصلاح الحمض النووي أو تكرار الحمض النووي في الميتوكوندريا.

### الإيقاف في الطور G1
توجد طريقة كيميائية واحدة شائعة الاستخدام لمزامنة الخلايا في G1. يتضمن لوفاستاتين، مثبط تنافسي عكسي لـ 3-hydroxy-3-methylglutaryl-coenzyme A reductase، وهو إنزيم حيوي في إنتاج حمض الميفالونيك. حمض الميفالونيك هو وسيط رئيسي في مسار الميفالونات المسؤول عن تخليق الكوليسترول. لا تؤدي إضافة الكوليسترول إلى الخلايا المعالجة بلوفاستاتين إلى إلغاء تأثير التوقف، لذلك يبدو أن لوفاستاتين يثبط تكوين بعض الوسيط المبكر في المسار الضروري للتقدم خلال G1 المبكر

## طرق أخرى للتزامن

### انتقاء الانقسام
الانتقاء الانقسامي هو إجراء خالٍ من الأدوية لاختيار الخلايا الانقسامية من طبقة أحادية تخضع لنمو أسي. أثناء الانقسام الخيطي، تخضع الخلايا لتغييرات في التشكل، ويستفيد الاختيار الانقسامي من ذلك في الخلايا الملتصقة التي تزرع في طبقة أحادية. تصبح الخلايا أكثر كروية، مما يقلل من مساحة سطح غشاء الخلية المرتبط بلوحة الثقافة. لذلك يمكن فصل الخلايا الانقسامية تمامًا عن طريق الاهتزاز بلطف وجمعها من المادة الطافية.

### الحرمان من المغذيات/المصل
ينتج عن إزالة المصل من وسط المستنبت لمدة 24 ساعة تقريبًا تراكم الخلايا عند الانتقال بين نهاية G0 و G1 المبكر. يمكن عكس هذا الإيقاف بسهولة من خلال إضافة المصل أو المغذيات المحرومة. عند الإطلاق، يكون التقدم خلال دورة الخلية متغيرًا، حيث تظل بعض الخلايا هادئة بينما يتقدم البعض الآخر خلال دورة الخلية بمعدلات متغيرة.

### منع الاتصال
يحدث تثبيط التلامس عندما يُسمح للخلايا بالنمو إلى نقطة التقاء عالية أو كاملة، مما يؤدي إلى زيادة الاتصال من خلية إلى أخرى. يؤدي هذا إلى حدوث توقف في G1 المبكر في الخلايا الطبيعية. يتم عكس الاعتقال عن طريق استبدال الخلايا ذات الكثافة المنخفضة. بسبب الطفرات المعززة للتكاثر المتأصلة في السرطان، لا تستطيع خطوط الخلايا السرطانية عادةً الخضوع لتثبيط الاتصال، على الرغم من وجود استثناءات.